# Lubow Sobol
Lubow Eduardowna Sobol (ros. Любо́вь Эдуа́рдовна Со́боль) z domu Fiedieniowa (ros. Феденёва; ur. 13 września 1987 w Łobni) – rosyjska prawniczka, opozycjonistka, współpracowniczka Aleksieja Nawalnego.

## Życiorys
Ukończyła prawo i studia biznesowe na Moskiewskim Uniwersytecie Państwowym. Zajmuje się działalnością opozycyjną; pracuje jako prawniczka i współpracowniczka Aleksieja Nawalnego od 2011 roku, jest członkinią jego Fundacji Walki z Korupcją. Jako prawniczka zajmowała się dochodzeniami w kwestii korupcji w Rosji. Prezentowała wyniki swojej pracy w mediach społecznościowych, w tym na kanale na YouTube, który miał ponad 1 mln subskrypcji (2019), na Instagramie miała ponad 240 tys. obserwujących (2021). W 2016 roku chciała kandydować do Dumy Państwowej Federacji Rosyjskiej. W 2019 roku chciała kandydować na mera Moskwy, jednak władze zablokowały jej rejestrację i uznały podpisy złożone pod jej kandydaturą za nieważne, co wywołało wielotysięczne demonstracje głównie młodych obywateli. W 2019 roku prowadziła przez kilka tygodni strajk głodowy w ramach protestu przeciwko rosyjskiemu rządowi, co Władimir Putin uznał za szantaż. W sierpniu 2021 roku za antyrządowe protesty (dokładnie za złamanie obostrzeń związanych z pandemią COVID-19) została skazana na 18 miesięcy dozoru policyjnego.
Wyjechała z córką z Rosji do Estonii we wrześniu 2021 roku z obawy przed represjami i uwięzieniem. Od 2021 roku jest poszukiwana przez rosyjską policję, 14 kwietnia 2022 roku jej kara dozoru została zamieniona przez sąd na 5 miesięcy i 26 dni pozbawienia wolności. W kwietniu 2022 roku została także skazana w zawieszeniu na rok prac społecznych za wtargnięcie do mieszkania teściowej rzekomego agenta służby bezpieczeństwa, który mógł być zaangażowany w otrucie Aleksieja Nawalnego. Wyrok w zawieszeniu został uchylony i nakazano jej odbyć zasądzone prace społeczne. W obliczu inwazji Rosji na Ukrainę w 2022 roku przeprosiła Ukraińców za to, że nie udało jej się powstrzymać Władimira Putina przed rozpoczęciem wojny, której się wcale nie spodziewała.
Stacja BBC uznała ją za jedną ze 100 najbardziej wpływowych kobiet 2019 roku.

### Życie prywatne
Rozwiodła się z Siergiejem Mochowem. Była zaręczona ze Siergiejem Mojowmem, ma córkę.